# Metophthalmus intermedius
Metophthalmus intermedius là một loài bọ cánh cứng trong họ Latridiidae. Loài này được Binaghi miêu tả khoa học năm 1946.